# Turkisk musik

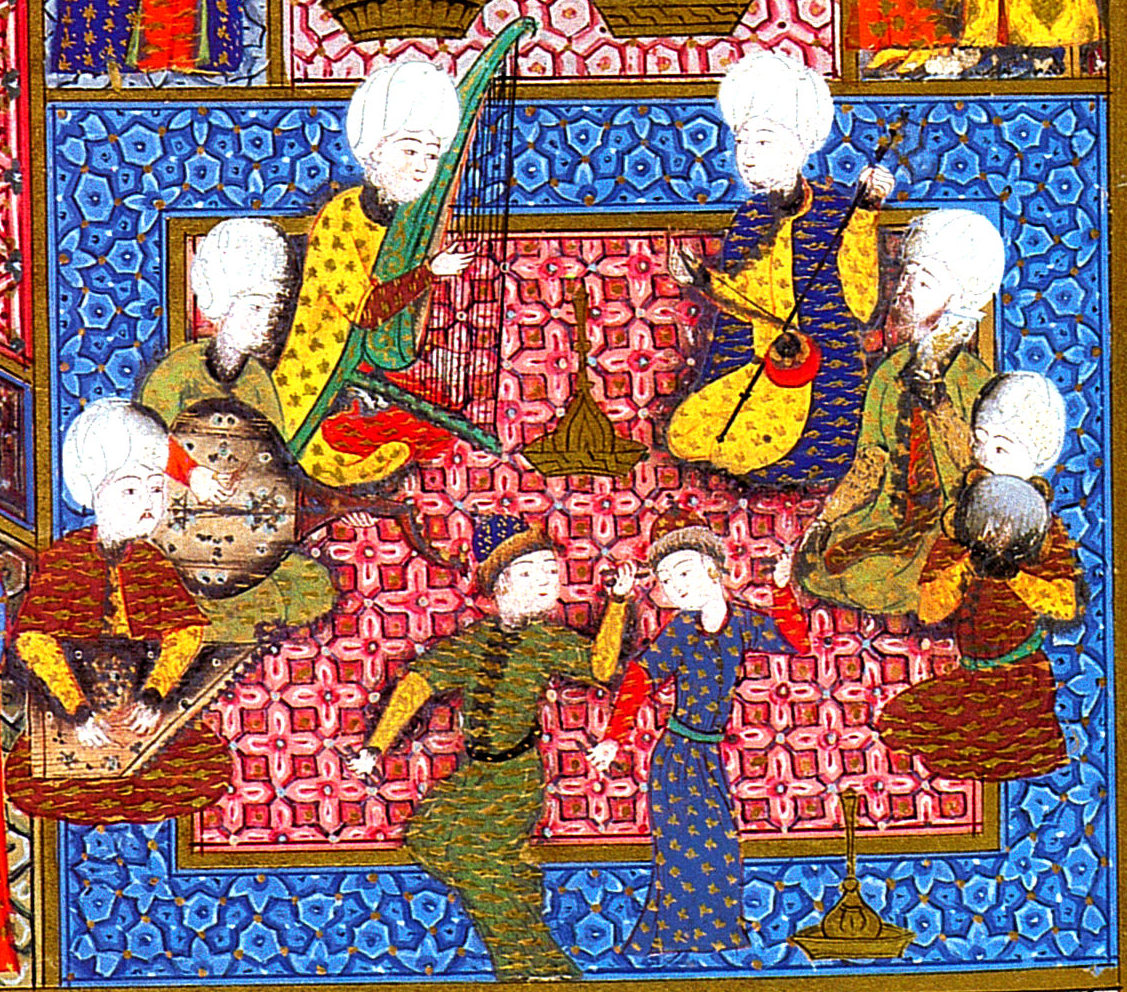
Süleymanname ottoman ensemble (1530)

Turkisk musik har en lång folkmusiktradition med influenser både från Europa, Persien och Centralasien och den bysantinska musiken. Turkisk musik har också framgångsrikt tagit till sig modern musik och det finns numera en mängd varierande musikstilar i Turkiet.
Bland kända artister kan nämnas
- MaNga
- Tarkan
- Ibrahim Tatlises
- Serdar Ortac
- Hadise
- Ajda Pekkan
- Sertab Erener
- Yusuf Güney
- Sezen Aksu

## Priser och vinnare
- manGa (MTV EMA 2009). Europas favoritframträdande på EMA med manGa som vinnare.[1]
- Emre Aydin - Afili Yalnizlik (MTV EMA 2008). Europas favoritframträdande på EMA med Emre Aydin som vinnare med låten Afili Yalnizlik.[2][3]
- Turkisk musik fick sitt pris i Guinness rekordbok för sin framgångs och världens bästa musik år 2007.[4]

## Turkisk musik i radio
- Power Türk FM
- Radyo D